# Kátia Cilene
Kátia Cilene Teixeira da Silva és una exdavantera de futbol que va ser internacional pel Brasil, amb la qual subcampiona del món al 2007 i va arribar a les semifinals dels Jocs Olímpics a Atlanta i Sydney.

## Trajectòria
| Temporades    | Club                | Títols            | Selecció (fases finals)                                 |
| ------------- | ------------------- | ----------------- | ------------------------------------------------------- |
|               | São Paulo FC        |                   | CM 1995 (1ªF), JO 1996 (4t), CM 1999 (3r), JO 2000 (4t) |
| 2001 - 2003   | San Jose CyberRays  | 1 Lliga (WUSA)    | CM 2003 (4t)                                            |
| 03/04         | Estudiantes Huelva  |                   |                                                         |
| 04/05 - 05/06 | Llevant UE          | 1 Copa            |                                                         |
| 06/07 - 09/10 | Olympique Lió       | 4 Lligues, 1 Copa | CM 2007 (SC), JP 2007 (C)                               |
| 10/11         | Paris Saint-Germain |                   |                                                         |
| 11/12         | Zorky Krasnogorsk   |                   |                                                         |
| 2013          | Sundsvalls DFF      |                   |                                                         |
| 2014          | Botafogo FR         |                   |                                                         |